# Ghilarovites tarsatorius
Ghilarovites tarsatorius är en stekelart som beskrevs av Dmitriy R. Kasparyan 1988. Ghilarovites tarsatorius ingår i släktet Ghilarovites och familjen brokparasitsteklar. Inga underarter finns listade i Catalogue of Life.